# إدوارد أولدكورن
إدوارد أولدكورن (بالإنجليزية: Edward Oldcorne)‏ (1561 – 7 أبريل 1606) هو كاهنٌ يسوعي إنجليزي. على الرغم من عدم وضوح تورطه في مؤامرة البارود لتدمير برلمان إنجلترا وقتل الملك جيمس الأول؛ ورغم أن تورطه غير واضح، فقد تم القبض عليه في التحقيقات اللاحقة. وهو شهيد كاثوليكي روماني وتم تطويبه في عام 1929.

## النشأة
ولد أولدكورن في يورك عام 1561، وهو ابن جون أولدكورن، عامل بناء، وزوجته ماري. وكان والده بروتستانتيًا، وكانت والدته كاثوليكية قضت بعض الوقت في السجن بسبب إيمانها. تلقى تعليمه في مدرسة القديس بطرس في يورك؛ وكان أصدقاء المدرسة جون وكريستوفر رايت وجاي فوكس.